# 南山矿区 (鄯善县)
南山矿区位于中华人民共和国新疆维吾尔自治区吐鲁番市鄯善县南部的戈壁沙漠地带，是铁、铜、金、大理石等十几种矿藏的开采区。因位于火焰山南部，故命名为南山矿区:4。也是鄯善县的一个类似乡级单位。
鄯善县南山矿区管理委员会是鄯善县人民政府下属的经济建设部门。

## 行政区划
国家统计局网站上，南山矿区下辖以下地区：
南山矿区虚拟社区。